# Newberry (Florida)
Newberry város az USA Florida államában, Alachua megyében.

## Népesség
A település népességének változása:
| Lakosok száma | 4950 | 5264 | 7342 |
|               | 2010 | 2014 | 2020 |